# Laura (Ligota Toszecka)
Laura – nieoficjalny przysiółek wsi Ligota Toszecka położony w Polsce, w województwie śląskim, w powiecie gliwickim, w gminie Toszek.